# 奧隆卡河
奧隆卡河是俄羅斯的河流，由卡累利阿共和國負責管轄，河道全長87公里，流域面積2,620平方公里，最終注入拉多加湖，在1975年前被用作浮運木材。